# Kävlinge station
Kävlinge station är en järnvägsstation i Kävlinge. Stationshuset uppfördes 1885–1886 efter ritningar av Fredrik A:son Posse. Huset är byggt i rött tegel.

## Historik
Stationen uppfördes av Malmö–Billesholms Järnväg (MBJ) 1886. Samma år anslöt även bibanan till Lund, Lund–Kävlinge Järnväg (LKJ). 1893 kom järnvägen mot Landskrona, Landskrona–Kävlinge Järnväg (LaKJ). 1906 anslöt Kävlinge–Sjöbo Järnväg och 1907 Kävlinge–Barsebäcks Järnväg (KjBJ) till Barsebäckshamn. Persontrafiken på linjerna till Sjöbo och Barsebäckshamn lades ned 1954.

## Järnvägsförbindelser
Kävlinge station ligger utmed Västkustbanan och Godsstråket genom Skåne och har förbindelser mot Lund, Malmö, Helsingborg och Åstorp. Sedan december 2020 trafikeras Godsstråket genom Skåne med persontrafik mellan Kävlinge och Arlöv via Lomma (Delsträcka kallad Lommabanan). Denna persontrafik förlängdes senare norrut december 2021 längs med Godsstråket till Åstorp (Delsträcka kallad Söderåsbanan).
Vid stationen stannar Skånetrafikens lokaltåg Pågatågen på linjerna Åstorp–Teckomatorp–Kävlinge–Lund–Malmö C–Hyllie, Helsingborg–Kävlinge–Lund–Malmö C–Hyllie–Ystad–Simrishamn och Kävlinge–Lomma–Malmö C–Svågertorp–Persborg–Malmö C (linje 11).
Utöver dessa stannar även vissa Öresundståg på linjen Göteborg–Helsingborg–Lund–Malmö–Köpenhamn.

## Bussförbindelser
Kävlinge station har tre busslinjer, samtliga trafikerade av Skånetrafikens Regionbussar. 
Linje 119 trafikerar sträckan Kävlinge-Lilla Harrie och är kommunens enda förbindelse i öster. Linjen återinfördes sommaren 2023 då Kävlinge kommun beslutat att avveckla en viss del av den upphandlade skolskjutsen och istället låta elever nyttja kollektivtrafiken från Skånetrafiken. 
Linje 122 trafikerar sträckan Kävlinge-Löddeköpinge och är den enda kollektivtrafikförbindelsen mellan kommunens två största tätorter. 
Linje 123 trafikerar Lund C - Furulund - (Kävlinge). Tidigare gick samtliga turer hela vägen till Kävlinge, men efter öppnandet av Lommabanan beslöt Skånetrafiken att ej bedriva busstrafik parallellt med tågförbindelsen och många turer fick slutstation Stävie Häradsvägen (i Furulund tätort). Kommunen betalar dock för att vissa turer även ska trafikera Kävlinge.